# Yannick Djaló
Yannick dos Santos Djaló, más conocido como Yannick Djaló (Bisáu, Guinea-Bisáu, 5 de mayo de 1986), es un futbolista bisauguineano, aunque nacionalizado portugués. Juega de delantero.

## Biografía
Yannick Djaló, que nació en Guinea-Bisáu pero ha vivido desde muy joven en Lisboa, empezó su carrera futbolística en las categorías inferiores del Sporting de Lisboa. Este club lo cedió un año al Casa Pia A.C., un equipo portugués de juveniles. 
En 2006 pasa a formar parte de la primera plantilla del club. Su debut en la Primera División de Portugal se produjo el 16 de septiembre en un partido contra el FC Paços de Ferreira.
Con el Sporting se proclama campeón de la Copa de Portugal en dos ocasiones.
También gana dos Supercopas. En la última de ellas, la ganada el 16 de agosto de 2008, Yannick Djaló marcó los dos únicos goles de la final en la victoria sobre el FC Oporto.
Participó con su club en la primera edición de la Taça da Liga en la temporada 2007-08. El Sporting llegó a la final, pero perdió por penaltis contra el Vitória FC. Djaló con dos goles se convirtió en el máximo goleador de la competición.
El 10 de marzo de 2014 fue cedido al San Jose Earthquakes para jugar en la Major League Soccer.

## Selección nacional
Todavía no ha debutado internacionalmente. Djaló tiene doble nacionalidad, así que en un futuro podrá elegir jugar con la Selección portuguesa o con la selección de Guinea-Bisáu.
El 29 de agosto de 2008 el seleccionador de Portugal Carlos Queiroz convocó a Djaló, aunque finalmente no le hizo debutar.

## Clubes
| Club                 | País           | Año       |
| -------------------- | -------------- | --------- |
| Sporting Lisboa      | Portugal       | 2006-2011 |
| OGC Niza             | Francia        | 2011-2012 |
| Benfica              | Portugal       | 2012      |
| Toulouse FC          | Francia        | 2012-2013 |
| San Jose Earthquakes | Estados Unidos | 2014-     |

## Títulos
- 2 Copas de Portugal (Sporting de Lisboa, 2007 y 2008)
- 2 Supercopas de Portugal (Sporting de Lisboa, 2007 y 2008)